# Jaguar XJR-6
Chronologie des modèles (1985 - 1986)
Jaguar XJR-8
La Jaguar XJR-6 est une voiture de course développée et construite par TWR pour Jaguar dans le but de participer, à partir de 1985, au Championnat du monde des voitures de sport. 6 Jaguar XJR-6 ont été construites et elles ont participé au Championnat du monde des voitures de sport jusqu'en 1986, avant que Jaguar ne les remplacent par la Jaguar XJR-8.

## Palmarès
- Championnat du monde des voitures de sport :
  - Participation en 1985 et 1986
  - Une victoire aux 1 000 kilomètres de Silverstone en 1986 avec Eddie Cheever et Derek Warwick

- 24 Heures du Mans :
  - Participation en 1986 avec trois abandons pour trois voitures engagées

## Pilotes
- Gianfranco Brancatelli (9)
- Martin Brundle (4)
- Eddie Cheever (16)
- Hurley Haywood (2)
- Hans Heyer (7)
- Alan Jones (1)
- Jan Lammers (9)
- John Nielsen (2)
- Win Percy (1)
- Brian Redman (1)
- Jean-Louis Schlesser (15)
- Mike Thackwell (7)
- Derek Warwick (16)